# ماري بيدرسن
ماري بيدرسن (بالنرويجية البوكمول: Marie Pedersen)‏ هي كاتِبة نرويجية، ولدت في 16 يناير 1893 في تروندهايم في النرويج، وتوفيت في 27 يونيو 1990.